# Kopîtînți, Letîciv
Kopîtînți (în ucraineană Копитинці) este un sat în comuna Suslivți din raionul Letîciv, regiunea Hmelnîțkîi, Ucraina.

## Demografie
Componența lingvistică a localității Kopîtînți
     Ucraineană (99,75%)
     Alte limbi (0,25%)
Conform recensământului din 2001, majoritatea populației localității Kopîtînți era vorbitoare de ucraineană (99,75%), existând în minoritate și vorbitori de alte limbi.